# I Giganti (album)
I Giganti è il primo album in studio del gruppo musicale italiano I Giganti, pubblicato in Italia nel 1966.

## Tracce
Lato A
1. Fuori dal mondo – 2:02 (testo: Giuseppe Cassia – musica: Del Shannon) – Cover di "Keep Searchin"
2. Ora siamo qui – 2:59 (testo: Rinaldo Prandoni – musica: Barry Mason, Les Reed) – Cover di "Here It Comes Again"
3. Son così – 2:26 (testo: Mogol – musica: P.F. Sloan) – Cover di "Let Me Be"
4. Solo per voi – 2:30 (testo: Piero Leonardi – musica: L. Armstrong) – Cover di "Bad Boy"
5. Perché una luce – 3:44 (Augusto Martelli, Francesco Specchia, Giordano Bruno Martelli)
6. In paese è festa – 2:35 (testo: Vito Pallavicini – musica: Bobby Scott, Ric Marlow) – Cover di "A Taste of Honey"

Durata totale: 16:16
Lato B
1. Tema – 3:04 (Alberto Carsich, Arrigo Amadesi)
2. Una ragazza in due – 2:15 (testo: Leo Chiosso – musica: Mitch Murray, Robin Conrad) – Cover di "Down Came the Rain"
3. La bomba atomica – 3:28 (Alberto Carsich, Arrigo Amadesi)
4. Il mio giorno verrà – 2:17 (Antonio Mennillo, Jan Langosz)
5. Lezione di ritmo – 3:04 (testo: Antonio Mennillo – musica: Ian Whitcomb) – Cover di "You Turn Me on"
6. Giorni di festa – 3:14 (Augusto Martelli, Giordano Bruno Martelli, Antonio Mennillo)

Durata totale: 17:22

## Formazione
- Mino Di Martino - voce, chitarra
- Checco Marsella - voce, tastiere, mellotron
- Sergio Di Martino - voce, basso, chitarra
- Enrico Maria Papes - voce, batteria